# Joseph Boakai
Joseph Nyumah Boakai (* 30. listopadu 1944) je liberijský politik a od roku 2024 prezident Libérie. Předtím působil v letech 2006 až 2018 jako viceprezident za vlády prezidentky Ellen Johnsonové Sirleafové. V letech 1983 až 1985 působil jako ministr zemědělství. V roce 2017 kandidoval na prezidenta, ve volbách prohrál s Georgem Weahem. Ve volbách v roce 2023 ho porazil.

## Život a kariéra
Narodil se 30. listopadu 1944 ve vesnici Worsonga v kraji Lofa. Pochází z etnické skupiny Kissi. Je ženatý s Katumu Boakai a mají spolu čtyři děti. Je baptista a diakon baptistické církve Effort.
Navštěvoval základní a střední školu v Sieře Leone a Libérii. Poté absolvoval College of West Africa a University of Kansas. V roce 1972 získal bakalářský titul v oboru obchodní administrativy na Liberijské univerzitě.
Během života pracoval ve veřejném i soukromém sektoru. Nejprve jako manažer a později generální ředitel v Liberijské společnosti pro odbyt produktů (LPMC).
V letech 1983 až 1985 zastával funkci ministra zemědělství ve vládě prezidenta Samuela Doe. Později pracoval jako konzultant světové banky ve Washingtonu a založil firmu zabývající se zemědělským vybavením a poradenstvím. Dne 10. října 2017 oznámil svůj záměr kandidovat na liberijského prezidenta.
Během voleb ho podpořila současná prezidentka Ellen Johnsonová Sirleafová. Jeho oponentem byl liberijský fotbalista George Weah. Ten ho ve druhém kole porazil.
Svůj prezidentský souboj si zopakovali v listopadu 2023. Novým prezidentem se stal Joseph Boakai. Při své inauguraci do funkce dne 22. ledna 2024 měl potíže s přednesem svého projevu, který nebyl schopen dokončit. Následně byl odveden z pódia, přičemž podle zpráv trpěl vyčerpáním z horka.
V březnu 2024 obdržel vyznamenání Národního řádu Pobřeží slonoviny.